# Ricardo Cherini
Ricardo Cherini, né le 24 avril 1950 à Córdoba en Argentine, et mort le 16 mars 2008 à La Calera (es) en Argentine, est un ancien footballeur argentin qui jouait au poste d'ailier gauche.

## Biographie
Après avoir fait ses classes au CD Libertad puis à San Lorenzo, Ricardo Cherini passe professionnel à l’Instituo AC Córdoba en 1970. Ailier gauche, il fait partie de l’une des plus grandes générations qu’ait connu le club argentin, où il côtoie notamment Mario Kempes et Osvaldo Ardiles, futurs champions du monde.
Remarqué par le Stade rennais, il est recruté par Jean Prouff en 1972. En Bretagne, il n’est pourtant pas un titulaire régulier, en concurrence avec Daniel David puis Pierre Dell'Oste. Cherini retourne finalement en Argentine en 1974, dans sa région de Córdoba, et signe au CA Talleres où il devient l’idole des supporters du club albizul (blanc et bleu).
Dès l’âge de trente ans, il prend sa retraite sportive et se retire du football. Il s’occupe ensuite notamment d’une entreprise de métallurgie. En 2008, à 57 ans seulement, il succombe à une crise cardiaque.

## Statistiques
| Saison                | Club                  | Championnat           | Championnat | Championnat | Coupe(s) nationale(s) | Coupe(s) nationale(s) | Compétition(s) continentale(s) | Compétition(s) continentale(s) | Compétition(s) continentale(s) | Total | Total |
| Saison                | Club                  | Division              | M.          | B.          | M.                    | B.                    | Comp.                          | M.                             | B.                             | M.    | B.    |
| 1972-1973             | Stade rennais FC      | Division 1            | 18          | 4           | 1                     | 1                     | -                              | -                              | -                              | 19    | 5     |
| 1973-1974             | Stade rennais FC      | Division 1            | 16          | 1           | 0                     | 0                     | -                              | -                              | -                              | 16    | 1     |
| Sous-total            | Sous-total            | Sous-total            | 34          | 5           | 1                     | 1                     | -                              | -                              | -                              | 35    | 6     |
| Total sur la carrière | Total sur la carrière | Total sur la carrière | 34          | 5           | 1                     | 1                     | -                              | -                              | -                              | 35    | 6     |